# Amadeus-Verleihung 2025
Die 25. Verleihung des Amadeus Austrian Music Award fand am 7. März 2025 in der Marx-Halle in Wien statt.

## Nominierung und Veranstaltung
Die Nominierungen für den FM4-Award wurden am 27. Dezember 2024 bekanntgegeben, die Nominierungen in den weiteren Kategorien am 7. Jänner 2025.
Bibiza erhielt vier Nominierungen, RIAN, Wanda und Josh. jeweils drei Nominierungen.
Musikauftritte gab es von Pizzera & Jaus, Josh., Aut of Orda, Rian, Oska, AVEC, Folkshilfe, Sodl, Anna Buchegger, Billie Steirisch und Sandra Hesch.
Die Moderation übernahmen Andi Knoll und Conchita Wurst.
Mit dem Albumpreis überholten die Musiker von Wanda Christina Stürmer. Bis dahin wurden die beiden mit jeweils elf Trophäen ausgezeichnet, Wanda erhielt damit die zwölfte Auszeichnung.

## Preisträger und Nominierte

### Album des Jahres
- Ende nie von Wanda

Weitere Nominierte:
- Bis einer weint von Bibiza
- Das Empörium schlägt zurück von AUT of ORDA
- Gefühlsecht von Nockis
- MTV Unplugged in Wien von Christina Stürmer

### Ö3-Song des Jahres
- Verwandtschaftstreffen von RIAN

Weitere Nominierte:
- Feiawerk von Granada
- Immer da von Ness
- Owa vom Gas von folkshilfe feat. Paul Pizzera
- Zirkusprinz von Pizzera & Jaus

### Live Act des Jahres
- Pizzera & Jaus

Weitere Nominierte:
- Bibiza
- Die Seer
- folkshilfe
- Wanda

### Songwriter des Jahres presented by AKM / austromechana
- Verwandtschaftstreffen von RIAN (Musik & Text: Gabriel Geber, Florian Gruber)

Weitere Nominierte:
- Tiefer von Ankathie Koi (Musik & Text: Kathrin Isabella Beyer, Virgil-Ross Stanciu, Lukas Klement, Georg Nöhrer)
- Kim Vorbei von Anna Buchegger (Musik & Text: Anna Buchegger, David Wöhrer)
- Ferdl von Billie Steirisch (Musik & Text: Regina Lampl, David Slomo, Florian Moro, Martin Fischerauer, Florian Ragendorfer)
- Ohne Di von folkshilfe (Musik & Text: Florian Ritt, Paul Slaviczek, Gabriel Fröhlich, Lukas Hillebrand, Matthias Pirngruber)

### Alternative
- Oska

Weitere Nominierte:
- Der Nino aus Wien
- Endless Wellness
- Mira Lu Kovacs
- Soap & Skin

### Electronic / Dance
- Glueboys

Weitere Nominierte:
- Harris & Ford
- Klangkarussell & Givven
- Laikka
- Toby Romeo

### Hard & Heavy
- Turbobier

Weitere Nominierte:
- BAITS
- Leftovers
- Mother’s Cake
- Points of Conception

### HipHop / Urban
- RAF Camora

Weitere Nominierte:
- Drogu
- Hidden Gemz
- Spilif
- Verifiziert

### Jazz / World / Blues
- Herbert Pixner Projekt

Weitere Nominierte:
- Gesangskapelle Hermann
- Marina & The Kats
- Simone Kopmajer
- Stubnblues 2 PUNKT 0

### Pop / Rock
- RIAN

Weitere Nominierte:
- AUT of ORDA
- Bibiza
- Sofie Royer
- Wanda

### Schlager/Volksmusik
- Melissa Naschenweng

Weitere Nominierte:
- Die Seer
- Natalie Holzner
- Nik P.
- Nockis

### FM4 Award
Für den FM4-Award wurden bis 31. Dezember 2024 fünf Kandidaten per Online-Voting ermittelt, wobei 20 Kandidaten dafür zur Auswahl standen. Anschließend erfolgte eine zweite Votingrunde mit den fünf verbliebenen Finalisten.
- Sodl[6]

Weitere Finalisten
- Eli Preiss
- Endless Wellness
- Leftovers
- Verifiziert

Weitere Nominierte
- Anda Morts
- Beaks
- ben clean
- Bibiza
- Donna Savage
- Friedberg
- Jugo Ürdens
- Lukas Oscar
- RAHEL
- Resi Reiner
- SALÒ
- salute
- Skofi
- Sofie Royer
- Uche Yara

### Tonstudiopreis Best Sound
- Bis einer weint von Bibiza
  - Recording: Franz Bibiza, Matthias Oldofredi, Johannes Madl, Johannes Römer, Enzo Gaier, Demian Pengg-Bührlen, Markus Windisch, Markus Wilfinger, Marian Plösch
  - Mix: Nikodem Milewski
  - Mastering: Nikodem Milewski
  - Künstlerische Produktion: Franz Bibiza, Matthias Oldofredi, Johannes Madl, Johannes Römer, Enzo Gaier, Demian Pengg-Bührlen, Markus Windisch, Markus Wilfinger, Marian Plösch, Tun Tonnar

Weitere Nominierte:
- Half Asleep von Leyya
  - Recording: Marco Kleebauer, Sophie Lindinger
  - Mix: Marco Kleebauer
  - Mastering: Maximilian Walch
  - Künstlerische Produktion: Marco Kleebauer, Sophie Lindinger
- In Love von Schmack
  - Recording: Tobias Wöhrer
  - Mix: Tobias Wöhrer
  - Mastering: Alexandr Vatagin
  - Künstlerische Produktion: Tobias Wöhrer, Philipp Wohofsky, Andreas Holler, Patrick Pillichshammer
- Windschatten von Anna Buchegger
  - Recording: David Wöhrer
  - Mix: Tobias Wöhrer
  - Mastering: Maximilian Walch
  - Künstlerische Produktion: David Wöhrer
- Young Girl Forever von Sofie Royer
  - Recording: Maximilian Walch, Benno Hiti
  - Mix: Maximilian Walch
  - Mastering: Mischa Janisch
  - Künstlerische Produktion: Sofie Royer, Maximilian Walch

### Lebenswerk
- Die Seer[7]